# Lưu Hoa Thanh
Lưu Hoa Thanh (1 tháng 10 năm 1916 – 14 tháng 1 năm 2011) là một tướng lĩnh của Giải phóng quân Nhân dân Trung Quốc. Ông là Tư lệnh thứ ba của Hải quân Quân Giải phóng Nhân dân Trung Quốc (1982–1988) và được tôn vinh là cha đẻ của hải quân hiện đại.
Ông đã vạch ra một kế hoạch (Chiến lược chuỗi đảo) gồm 3 giai đoạn để Trung Quốc có một lực lượng hải quân toàn cầu vào nửa sau của thế kỷ XXI. Ở giai đoạn 1, từ năm 2000 đến 2010, Trung Quốc sẽ phát triển một lực lượng hải quân có thể hoạt động đến chuỗi đảo đầu tiên. Ở giai đoạn 2, từ 2010 đến 2020, hải quân Trung Quốc sẽ trở thành một lực lượng khu vực có khả năng phóng lực lượng lên chuỗi đảo thứ hai. Ở giai đoạn cuối, để đạt được vào năm 2040, Trung Quốc sẽ sở hữu một lực lượng hải quân nước xanh với tàu sân bay là trung tâm của nó. Ông là người ủng hộ mạnh mẽ chương trình tàu sân bay của Trung Quốc.
Lưu khuyến khích hiện đại hóa công nghệ bên trong Trung Quốc và điều đó sẽ tăng khả năng về hải quân, nhưng ông cũng ủng hộ các giao dịch thương mại của nước ngoài. Trong những năm 1960 và 1970, Lưu chịu trách nhiệm nghiên cứu và phát triển hải quân trước khi tiến hành nghiên cứu quân sự quốc gia. Ông cũng là chỉ huy cao nhất của Giải phóng quân Nhân dân Trung Quốc thi hành thiết quân luật để đàn áp các cuộc biểu tình tại Quảng trường Thiên An Môn vào ngày 3 và 4 tháng 6 năm 1989. Từ năm 1992 đến năm 1997, Lưu là thành viên xếp thứ 6 trong Ban Thường vụ Bộ Chính trị Đảng Cộng sản Trung Quốc. Ông là Thường ủy Bộ Chính trị cuối cùng xuất thân là tướng lĩnh quân đội. Kể từ khi ông rời Ban Thường vụ năm 1997, không có nhà lãnh đạo quân sự nào khác có tên trong Ban này.
Lưu Hoa Thanh vẫn hoạt động đến giữa những năm 1990 và xuất hiện trong bộ quân phục tại Lễ kỷ niệm năm 2007 kỷ niệm 80 năm thành lập Giải phóng quân Nhân dân Trung Quốc ở Bắc Kinh.
Ngày 14 tháng 1 năm 2011, ông qua đời tại Bắc Kinh. Lưu Trác Minh, con trai của Lưu Hoa Thanh, là Phó Đô đốc Hải quân Quân Giải phóng Nhân dân Trung Quốc.